# توماس إنرايت
توماس إنرايت (بالإنجليزية: Thomas Enright)‏ هو جندي أمريكي، ولد في 8 مايو 1887 في بيتسبرغ في الولايات المتحدة، وتوفي في 3 نوفمبر 1917 في لورين في فرنسا.